# Астор-Плейс (линия Лексингтон-авеню, Ай-ар-ти)
|   |     |     |     |     |   |
| · | · л | · э | · э | · л | · |

|   |     |     |     |     |   |
| · | · л | · э | · э | · л | · |

«Астор-Плейс» (англ. Astor Place) — станция Нью-Йоркского метрополитена, расположенная на линии Лексингтон-авеню, Ай-ар-ти.  На станции останавливаются маршруты: 4 (ночью), 6 (круглосуточно) и <6> (в будни днём в пиковом направлении). Станцию проходят без остановки маршруты 4 (круглосуточно, кроме ночи) и 5 (круглосуточно, кроме ночи). Она представлена двумя боковыми платформами, обслуживающими два локальных пути.
Станция была открыта 27 октября 1904 года в составе первой очереди сети Interborough Rapid Transit Company (IRT). В это время поезда ходили от станции City Hall до 145th Street.
Станция названа по расположенной рядом Астор-плейс, которая в свою очередь названа в честь Джона Астора, который приобрёл своё состояние на торговле бобровой шкурой. Поэтому на станции присутствует картуш с изображением бобра. На платформу южного направления, снаружи от турникетов, выходит подземный этаж магазина сети Kmart.

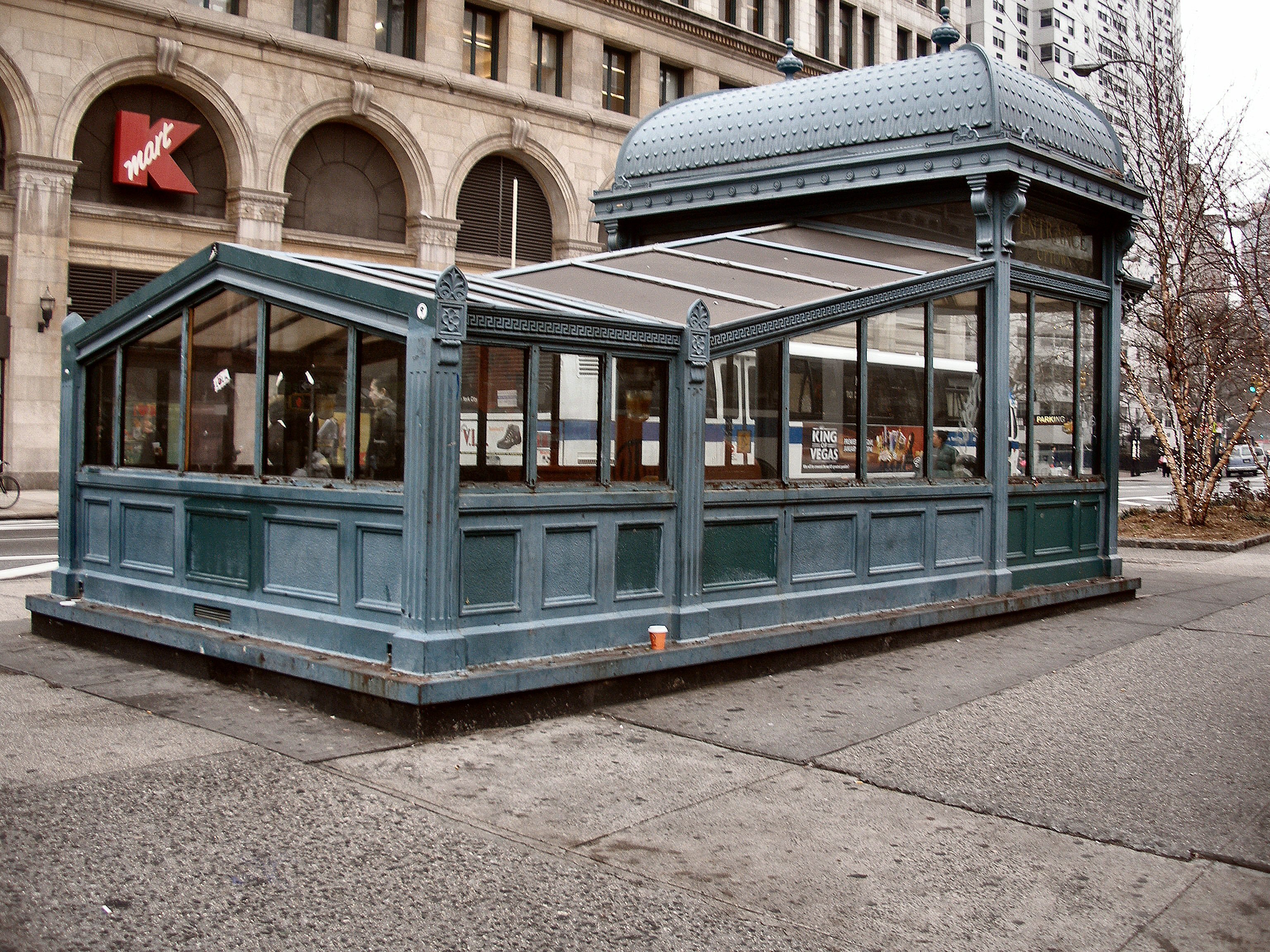
Старый вход
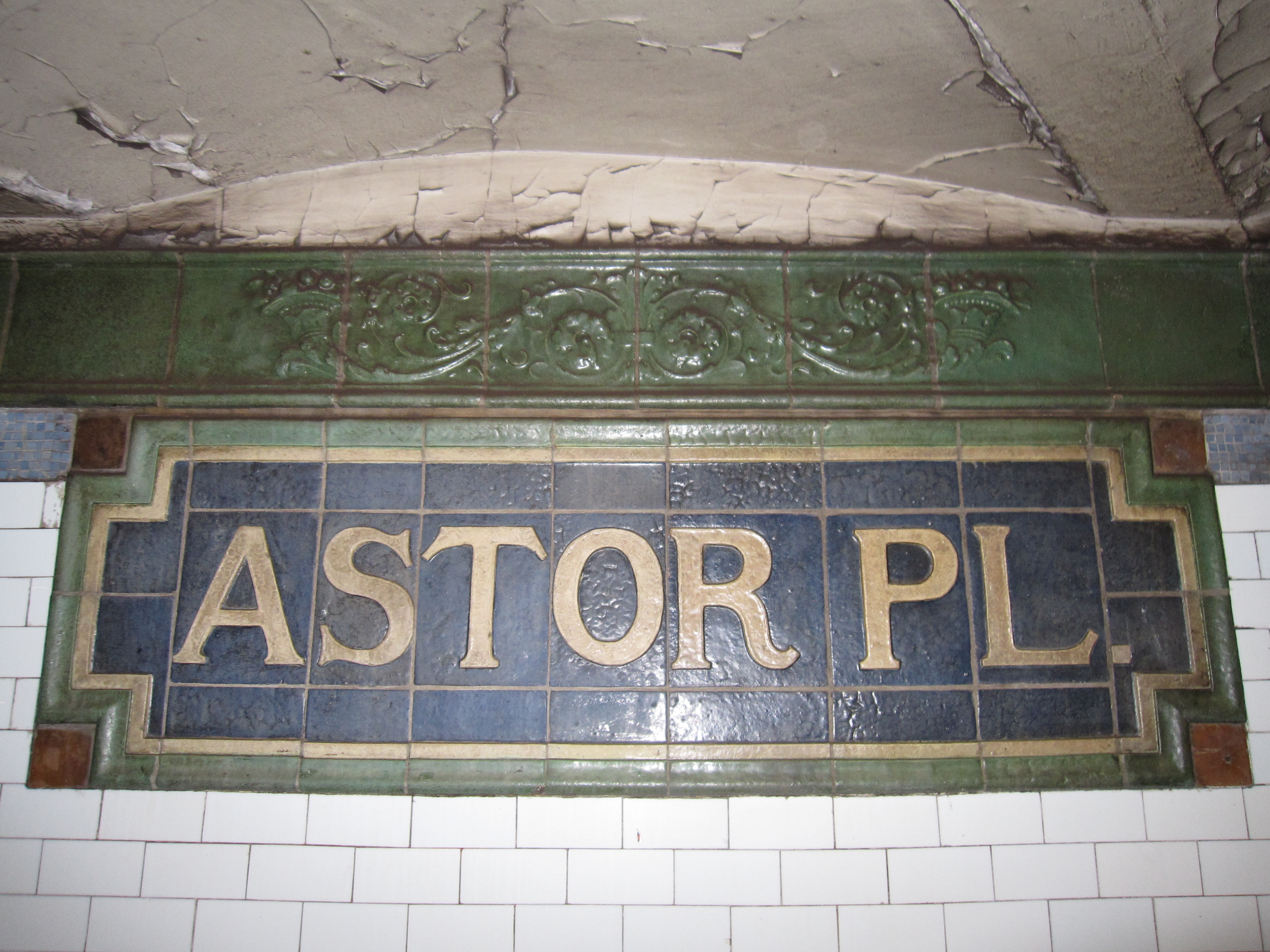
Именная мозаика
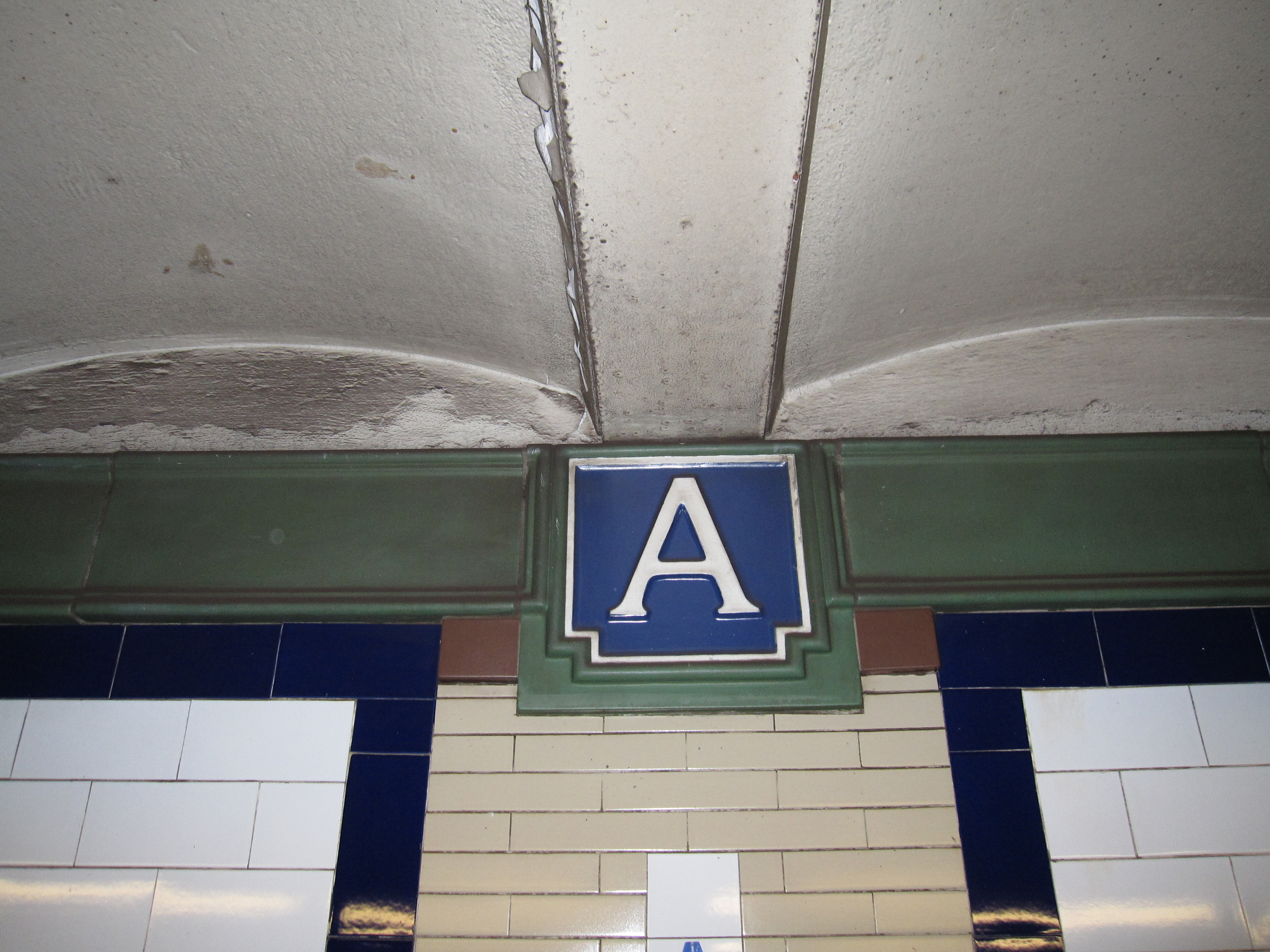
Картуш с буквой "A"
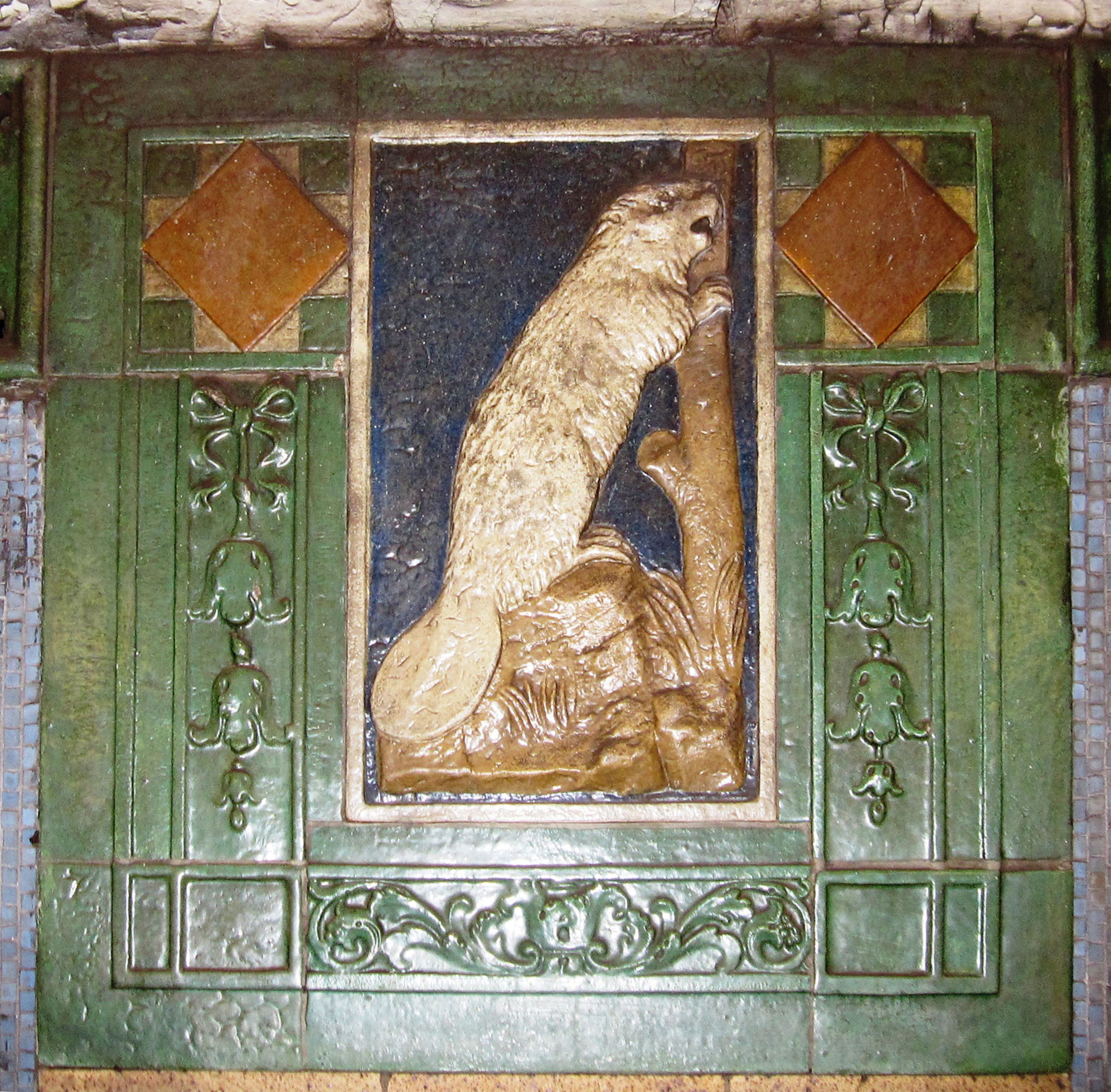
Изображение бобра
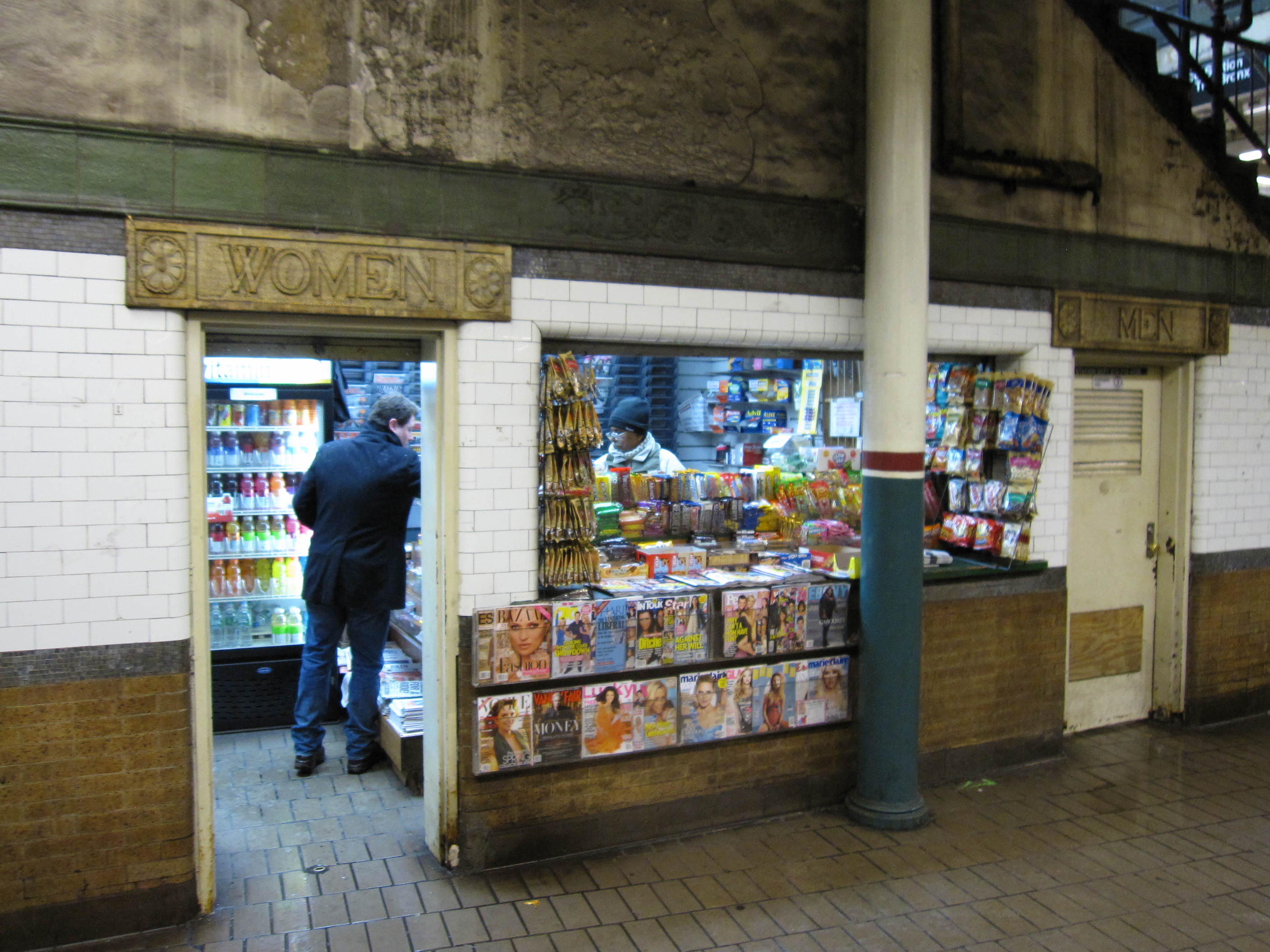
Бывший женский туалет, ныне киоск
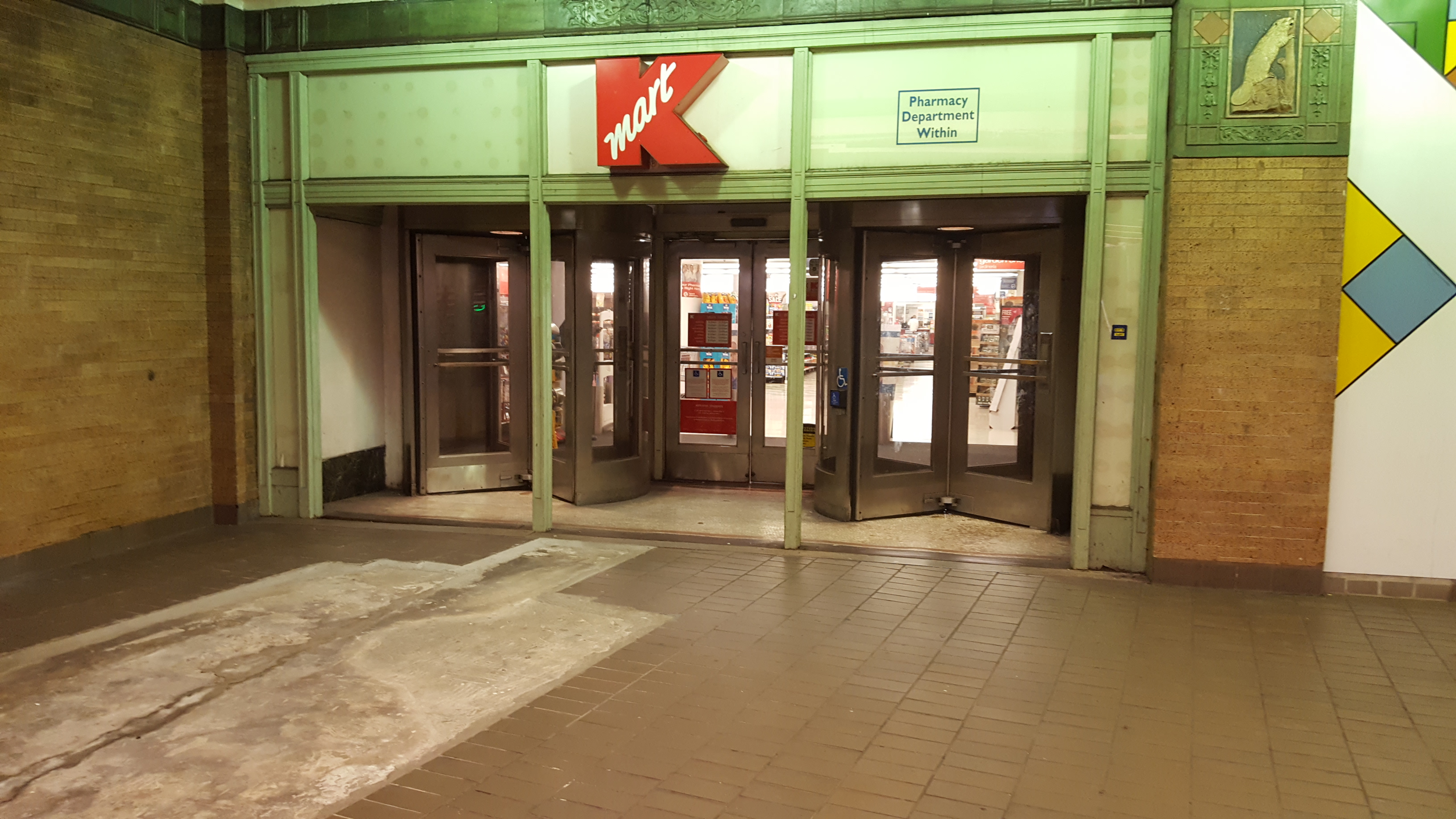
Вход в магазин с платформы